# 1863 en Belgique
Chronologie de la Belgique
- 1859
- 1860
- 1861
- 1862
- 1863
- 1864
- 1865
- 1866
- 1867

Cette page recense des événements qui se sont produits durant l'année 1864 en Belgique.

## Chronologie

### Juin 1863
- 16 juillet : signature d'un traité avec les Pays-Bas officialisant le rachat du péage de l'Escaut par la Belgique pour la somme de 36 000 000 francs belges[1], favorisant le développement du port d'Anvers par la libre circulation sur le fleuve et ses bouches.

### Novembre 1863
- 11 novembre : Un coup de grisou provoque la mort de 17 mineurs dans le puits n°1, dit « Sainte-Catherine » de la société anonyme des Chevalières de Dour, dans la province du Hainaut.

## Culture

### Arts
- 3 août - 15 octobre : ouverture du Salon de Bruxelles de 1863

### Architecture

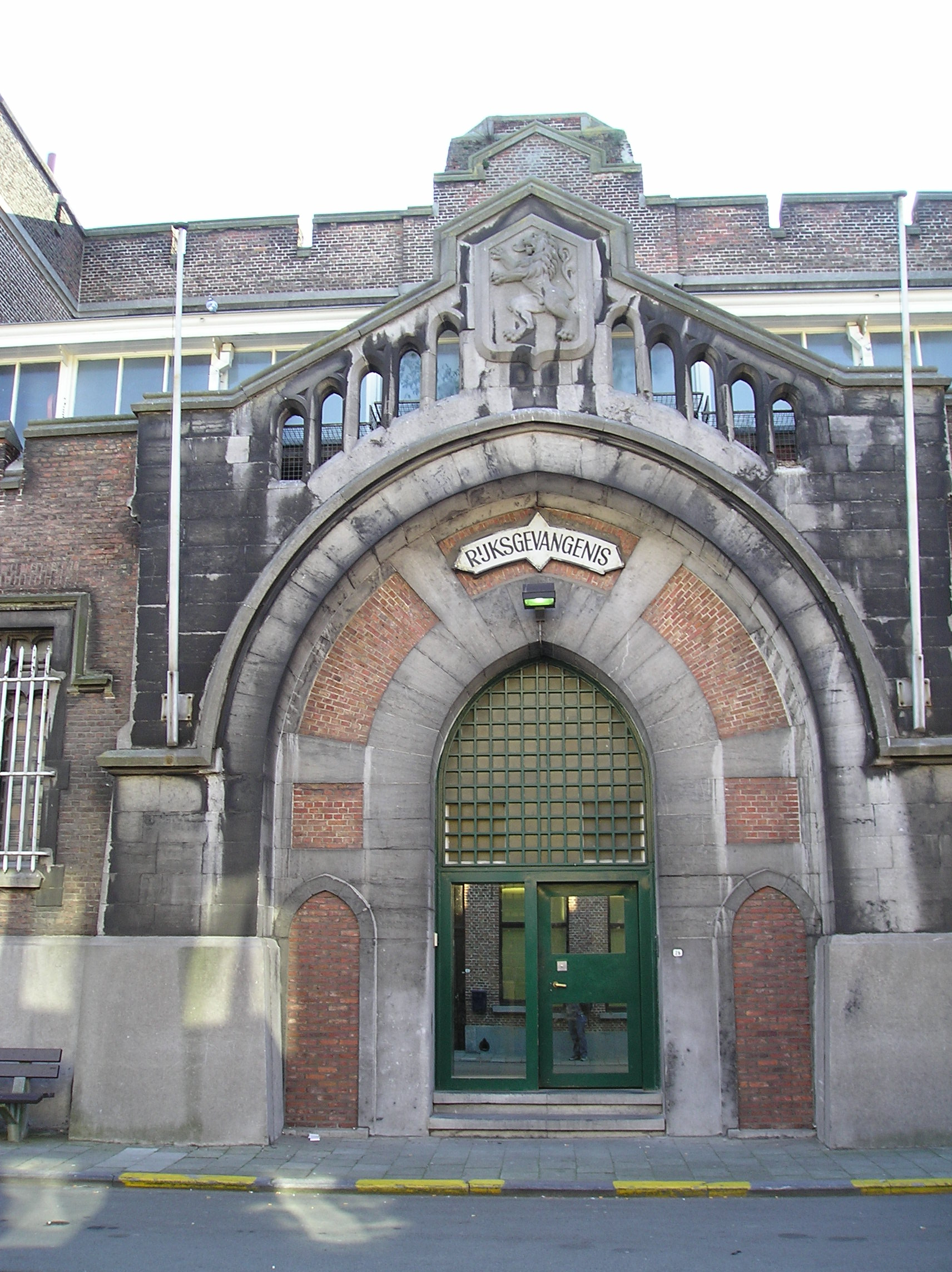
Prison de Termonde (style pseudo-Tudor, François-Jacques Derre)